# Tour de France de 1969
O Tour de France 1969 foi a 56º Volta a França, teve início no dia 28 de Junho e concluiu-se em 20 de Julho de 1969. A corrida foi composta por 22 etapas, no total mais de 4110 km, foram percorridos com uma média de 35,409 km/h. Participaram da largada 130 cilcistas.

## Resultados

### Classificação Geral
| Pos | Nome                | País          | Tempo        |
| --- | ------------------- | ------------- | ------------ |
| 1   | Eddy Merckx         | Bélgica       | 116h 16' 02" |
| 2   | Roger Pingeon       | França        | 17' 54"      |
| 3   | Raymond Poulidor    | França        | 22' 13"      |
| 4   | Felice Gimondi      | Itália        | 29' 24"      |
| 5   | Andrés Gandarias    | Espanha       | 33' 04"      |
| 6   | Marinus Wagtmans    | Países Baixos | 33' 57"      |
| 7   | Pierfranco Vianelli | Itália        | 42' 40"      |
| 8   | Joaquim Agostinho   | Portugal      | 51' 24"      |
| 9   | Désiré Letort       | França        | 51' 41"      |
| 10  | Jan Janssen         | Países Baixos | 52' 56"      |